# 유봉희
유봉희(劉逢喜, ? ~ ?)는 전한 말기의 제후로, 양경왕의 손자이다.

## 행적
아버지 유취의 뒤를 이어 치향후(菑鄕侯)에 봉해졌으나, 전한이 멸망하여 작위가 박탈되었다.

## 출전
- 반고, 《한서》 권15하 왕자후표 下

| 선대 아버지 치향희후 유취 | 전한의 치향후 ? ~ 8년 | 후대 (전한 멸망) |